# Gunilla Wolde
Barbro Gunilla Kristina Brorsson Wolde, född 15 juli 1939 i Göteborg, död 15 april 2015 i Köpingsviks församling på Öland, var en svensk barnboksförfattare, tecknare och illustratör. Hon är mest känd för sina böcker om Totte och Emma.
Wolde var dotter till köpmannen Gabriel Brorsson och sjuksköterskan och journalisten Gunnel Brorsson, ogift Vestergren. Hon studerade vid Berghs Reklamskola 1955 och vid Konstfackskolan 1961–1965 där hon var inriktad på muralmåleri. Hon blev sedan egen företagare samt frilans som tecknare och författare.
Hon gjorde såväl text som illustrationer till Totte- och Emma-böckerna, flera titlar i förskoleserien Tillsammans, dokumentärskildringar om hästar, ungdomsromaner från hästmiljöer.
I mitten av 1990-talet var Gunilla Woldes böcker på elfte plats bland de mest utlånade böckerna på Sveriges bibliotek.
Hon var 1957–1964 gift med Rolf Gustafsson (1935–2004) och 1965–1999 med juristen Peter Wolde (1937–2004).